# Морено, Хосе Альсидес
Хосе Альсидес (Пепе) Морено Мора (исп. José Alcides "Pepe" Moreno Mora; род. 10 сентября 1981, Сантандер-де-Киличао, Колумбия) — колумбийский футболист, игравший на позиции нападающего.

## Биография

### Клубная карьера
Начал заниматься футболом на родине в Колумбии. Выступал за «Депортиво Пасто», «Америка Кали» и «Мильонариос». В своё время считался одним из самых талантливых игроков в Колумбии. В 2006 году находился в аренде в «Динамо» (Киев). Позже подписал контракт с «Индепендьенте» из Аргентины в 2008 году находился в аренде сначала в «Стяуа», а потом в «Америка Кали». С 2009 года выступает за перуанский «Хуан Аурих».

### Карьера в сборной
Являлся игроком молодёжной сборной Колумбии, в составе которой участвовал в финальном турнире ЧМ-2005 (до 20 лет). В сборной Колумбии провёл 3 игры в 2006 году.